# 堀千亜樹

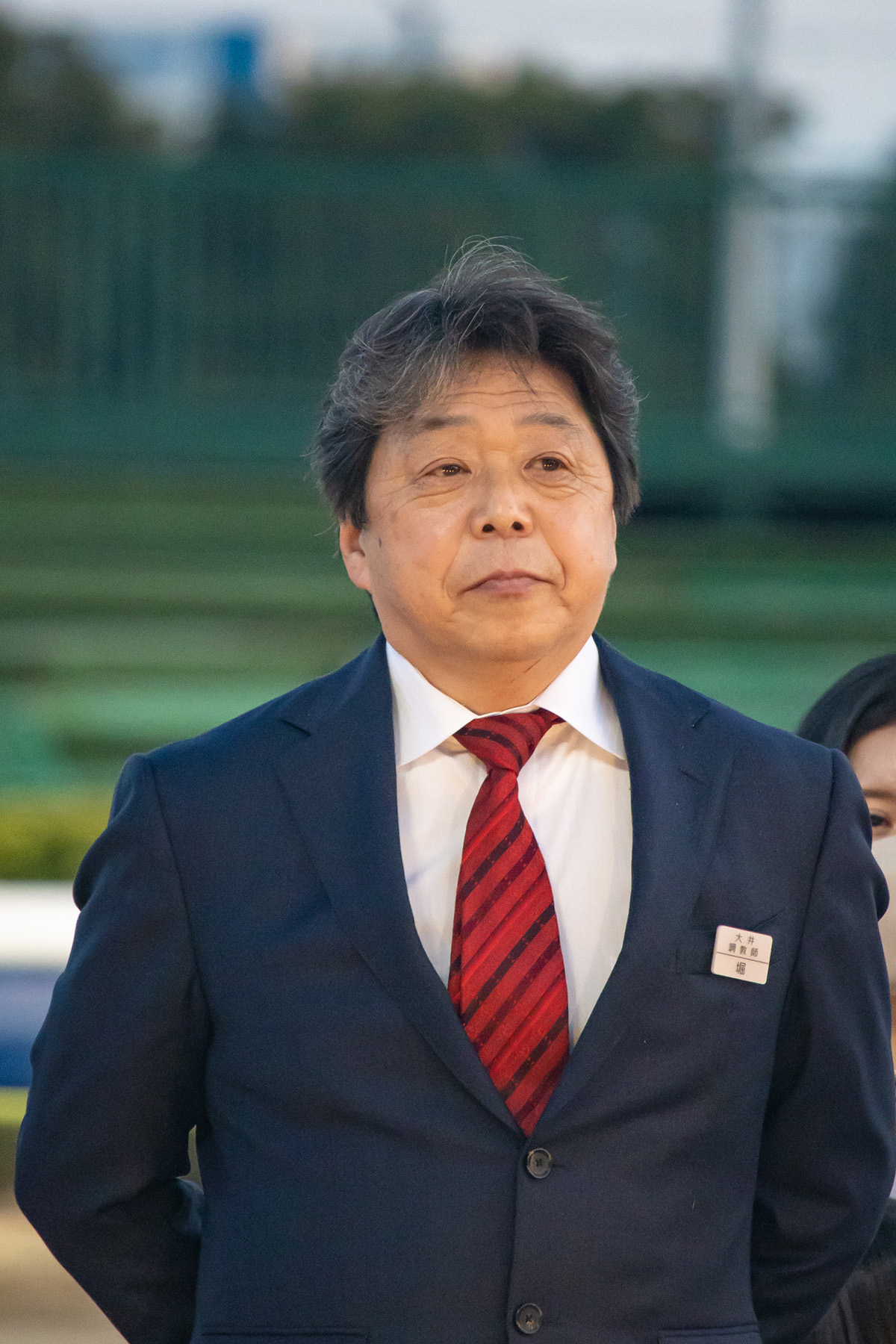
堀千亜樹
（サルサディオーネ引退セレモニーにて。2023年3月6日、大井競馬場）

堀 千亜樹（ほり ちあき、1961年1月8日 - )は、大井競馬場所属の元騎手、現調教師。最終所属は佐々木忠昭厩舎。北海道浦河町出身、血液型O型。騎手時代の勝負服の柄は胴白・紫一本輪、袖紫。

## 騎手時代
1977年10月に地方競馬騎手免許を取得し、遠間波満行厩舎から騎手デビュー。1977年10月16日大井競馬第6競走ウインザヒーローで初騎乗（10頭立て9着）。同年11月1日大井競馬第5競走リユウジヤンボで初勝利。
1989年9月17日4回中山4日目第11競走第35回オールカマーでスーパーミストに騎乗のため遠征し、同日第1競走アラ系3歳未勝利戦をバーガンディで勝利し、中央競馬初騎乗初勝利。
1997年1月14日大井競馬第9競走ヨシカツタイコーで地方競馬通算1000勝達成。
東京都騎手会会長、全日本騎手連盟会長を歴任したが調教師転身のため、2004年9月28日付けで騎手引退。
地方通算成績は12150戦1294勝・2着1168回・3着1104回・勝率10.7%・連対率20.3%
JRA通算5戦1勝・3着1回・勝率20.0%・連対率20.0%
逃げの名手として知られ、また桜花賞を3勝するなど牝馬との相性が良かった。

## 調教師時代
2004年9月29日付けで調教師免許取得。2005年6月1日付けで大井競馬場小林牧場分厩舎に開業。当初割当は12馬房。
2005年6月26日大井競馬第1競走2歳 新馬戦に鷹見浩騎乗ベストモストが出走し、管理馬初出走（6頭立て3番人気5着）。
2005年7月14日大井競馬第1競走2歳一般戦を戸崎圭太騎乗3番人気ベストモストで勝利し、開業7戦目で初勝利。
2006年6月6日大井競馬第10競走第51回大井記念を2番人気内田博幸騎乗のエイシンチャンプで勝利し、開業1年で重賞初制覇。
2008年4月11日大井競馬第9競走C1四組五組条件戦にて、日本国外で出走経験のある外国産転入馬バーナスコーニを日本で初めて出走させた（11頭立て1番人気6着）。
2008年1月4日付けで境共同トレーニングセンターに2馬房の認定厩舎が認定された。
2009年1月7日付けで境共同トレーニングセンターの認定厩舎馬房数が2馬房から4馬房に変更された。
地方通算成績は968戦104勝・2着95回・3着117回・勝率10.7%・連対率20.6%
中央競馬通算4戦0勝（2009年6月25日現在）
調教師となってからも、開業間もない現段階で重賞勝ち馬を2頭出すなど存在感を示している。

## 主な騎乗馬
- ハナキオー（東京ダービー、羽田盃、東京王冠賞、東京盃、京浜盃）
- コーナンルビー（帝王賞、羽田盃、桜花賞、京浜盃）
- ドラールオウカン（東京大賞典）
- ボールドフエイス（東京大賞典）
- リワードルンゼ（桜花賞）
- メモリヒメ（桜花賞）
- イーグルシヤトー（東京盃、関東盃、クイーン賞、報知グランプリカップ、戸塚記念）
- ハナセール（浦和記念、テレビ埼玉杯）
- ユニティステージ（トゥインクルレディー賞）
- カネヤマカザン（アラブダービー、アラブ王冠賞、全日本アラブ争覇、ブルーバードカップ）
- スーパーミスト（東京記念、金盃）

## 主な管理馬
勝ち鞍は堀厩舎所属時のみ
- エイシンチャンプ（大井記念）
- レッドドラゴン（ニューイヤーカップ）
- ローレライ（東京シンデレラマイル）
- サルサディオーネ（マリーンカップ、報知グランプリカップ、クイーン賞、スパーキングレディーカップ、スパーキングサマーカップ、日本テレビ盃、さきたま杯、ビューチフルドリーマーカップ）
- サブノジュニア（アフター5スター賞、JBCスプリント）
- トップサバトン
- グレースルビー（ブルーリボンマイル、若草賞土古記念）